# Stanisław Zaremba (matemático)
Stanisław Zaremba (3 de octubre de 1863 - 23 de noviembre de 1942) fue un matemático e ingeniero polaco. Sus investigaciones sobre las ecuaciones diferenciales parciales, la matemática aplicada y el análisis clásico, en particular sobre las funciones armónicas, le valieron un amplio reconocimiento. Fue uno de los matemáticos que contribuyó al éxito de la Escuela Polaca de Matemáticas gracias a su capacidad docente y organizativa, así como a sus investigaciones. Además de sus trabajos de investigación, Zaremba escribió muchos libros de texto y monografías universitarias.
Fue profesor de la Jagiellonian University (Universidad Jagellónica, desde 1900), miembro de la Academia de la Enseñanza (desde 1903), cofundador y presidente de la Sociedad Matemática Polaca (1919).
No debe confundirse con su hijo Stanisław Zaremba junior, también matemático.

## Biografía
Zaremba nació el 3 de octubre de 1863 en Romanówka, actual Ucrania. Hijo de un ingeniero, se educó en una escuela de gramática de San Petersburgo y estudió en el Instituto de Tecnología de la misma ciudad obteniendo  diploma en ingeniería en 1886. Ese mismo año dejó San Petersburgo y se fue a París a estudiar matemáticas: se licenció en la Sorbona en 1889. Permaneció en Francia hasta 1900, cuando se incorporó al cuerpo docente de la Jagiellonian University de Cracovia. Sus años en Francia le permitieron establecer un sólido puente entre los matemáticos polacos y los franceses.
Murió el 23 de noviembre de 1942 en Cracovia, durante la ocupación alemana de Polonia.

## Trabajo

### Trabajo de investigación
Los magníficos descubrimientos de Zaremba encontraron una amplia respuesta y un profundo aprecio en el mundo. Stanisław Zaremba es el orgullo de la ciencia polaca. Al mismo tiempo, por su actividad pionera en un campo tan importante como el análisis matemático, se convirtió en uno de los creadores de la matemática polaca moderna.
 Kazimierz Kuratowski, Kuratowski,1980, p. 183

## Publicaciones seleccionadas
- —. (1907). Zarys pierwszych zasad teoryi liczb całkowitych (en polaco). Kraków: Akademia Umiejętności. OCLC 69628334.
- —. (1909). Pogląd na historyę rozwoju i stan obecny teoryi równań fizyki w czterech odczytach (en polaco). Warsaw: Druk. J. Sikorskiego. OCLC 69346520.
- —. (1909). Teorya wyznaczników i równań liniowych (en polaco). Kraków: Kółko Matematyczno-Fizyczne Uczniów Uniwersytetu Jagiellońskiego. OCLC 69616537.
- —. (1909), «Sur l'unicité de la solution du problème de Dirichlet», Bulletin International de l'Académie des Sciences de Cracovie. Classe des Sciences Mathématiques et Naturelles, Serie A: Sciences mathématiques (en francés): 561-563.
- —. (1910), «Sur un problème mixte relatif à l' équation de Laplace», Bulletin International de l'Académie des Sciences de Cracovie. Classe des Sciences Mathématiques et Naturelles, Serie A: Sciences mathématiques (en francés): 313-344., translated in Russian as Zaremba, S. (1946), Uspekhi Matematicheskikh Nauk (en russian) 1 (3–4(13–14)): 125-146 http://mi.mathnet.ru/eng/umn/v1/i3/p125 |url= sin título (ayuda)..
- —. (1912). Arytmetyka teoretyczna (en polaco). Kraków: Akademia Umiejętności. OCLC 69511091.
- —. (1914). Ogólne zasady analizy matematycznej. Cz. 2: Rachunek całkowy (en polaco). Kraków: Kółko Matematyczno-Fizyczne Uczniów Uniwersytetu Jagiellońskiego.
- —. (1915). Wstęp do analizy. Cz. 1: Pojęcie dowodu matematycznego oraz inne wiadomości pomocnicze (en polaco). Warsaw: skł. gł. w Księgarni Gebethnera i Wolffa. OCLC 69586726.
- —. (1918). Wstęp do analizy. Cz. 2: Teorya liczb rzeczywistych (en polaco). Warsaw: skł. gł. w Księgarni Gebethnera i Wolffa. OCLC 69586727.
- —. (1933). Zarys mechaniki teoretycznej. Tom 1: Wiadomości pomocnicze i kinematyka (en polaco). Kraków: Akademia Umiejętności. OCLC 69538136.